# Родригес Фильо, Педро
Пе́дро Родри́гес Фи́льо (порт.-браз. Pedro Rodrigues Filho; 29 октября 1954, Санта-Рита-ду-Сапукаи, Бразилия — 5 марта 2023, Можи-дас-Крузис, Бразилия) — бразильский серийный убийца и психопат, который убил не менее 71 человека. Прозванный «Педро-Матадором» и «Маленьким Педро-убийцей».
Он считается самым крупным серийным убийцей Бразилии, будучи приговорённым к более чем 400 годам тюремного заключения за убийство 71 человека. Тем не менее, он утверждал, что убил более 100 человек. Ему нравилось увеличивать свою известность, рассказывая несколько случаев, о которых неизвестно, были ли они правдой.
Педро освобождён в 2018 году после 42 лет тюремного заключения.

«Преступление — это не шутки. Многие входят, потому что видят прибыль, славу и деньги, а не корень, тюрьму и смерть. Это как с дьяволом: одной рукой давать, а другой брать. Есть много молодых людей, которые приходят, и когда они хотят уйти, уже слишком поздно»
— сказал он в Фолья де Сан-Паулу в 2018 году.

## Биография
Педро родился на ферме в Санта-Рита-ду-Сапукаи на юге штата Минас-Жерайс с травмой черепа: его отец во время ссоры сильно ударил мать по животу.

## Преступления
В возрасте девяти лет он сбежал из дома и даже некоторое время жил со своими крёстными родителями в Санта-Рита-ду-Сапукаи, когда снова сбежал в Сан-Паулу. В столице Сан-Паулу он начал совершать грабежи в Центральной и Восточной Зоне города. Когда ему исполнилось одиннадцать лет, он убил Хорхе Гальвана, торговца наркотиками в Итакере. Брат и зять Гальвана также были убиты им. Педро сказал, что его первое желание убить появилось в 13 лет. Он толкнул кузена в пресс для тростника во время драки, однако мальчик выжил. В возрасте 14 лет он убил заместителя мэра Алфенаса, штат Минас-Жерайс, из дробовика, принадлежавшего его деду, перед зданием муниципалитета за то, что он уволил своего отца, школьного охранника, в то время обвиняемого в краже обеда. Затем он убил сторожа, которого считал настоящим вором.
После преступлений в Алфенасе Педриньо бежал в Можи-дас-Крузис, в Большом Сан-Паулу, где начал грабить коптильни и убивать торговцев наркотиками. Он познакомился с вдовой наркоторговца, известной как Ботинья, и они стали жить вместе. Он взял на себя незаконные задания бывшего мужа Ботиньи и вскоре был «вынужден» устранить некоторых соперников, убив троих из них. Он жил в Моги, пока его партнёр не был убит полицией. Педро сбежал от полиции, но не прекратил продавать наркотики и в конце концов открыл собственный бизнес. К 18 годам на его счету было 7 убийств и 16 покушений.
Позже он связался с Марией Апаресида Олимпия, в которую, по его словам, был влюблен, и которая забеременела, но потеряла ребёнка. Он нашел её застрелённой, а затем замучил и убил несколько человек, чтобы выяснить, кто совершил преступление. Когда он узнал, кто это был, конкурирующий торговец наркотиками, он вторгся на свадебную вечеринку с четырьмя друзьями и убил, помимо убийцы Марии, ещё шесть человек, а также оставил 16 раненых. В то время он ещё не достиг совершеннолетия.
Педро был арестован 24 мая 1973 года в возрасте 18 лет после того, как был приговорён к 128 годам тюремного заключения. Считается, что он убил в тюрьме 48 человек, включая собственного отца. «Он убивал на улице, в столовой, в своей камере, во дворе и даже в „трамвае“ — полицейском фургоне, говоря языком бандитов», — писал журнал «Эпоха».
Это были «люди, которые не помогали», — сказал он, имея в виду насильников и предателей. В тюрьме Араракуара зарезал ножом человека, обвиняемого в убийстве его сестры. «Это был мой друг, но мне пришлось убить», — сказал он. На его левой руке была вытатуирована фраза «Я убиваю ради удовольствия».

### Убийство отца
В возрасте двадцати лет Педро убил собственного отца в тюрьме, где они оба отбывали срок. Он узнал, что отец убил его мать 21 ударом мачете. «Он ударил мою мать ножом 21 раз, поэтому я ударил ножом 22», — сказал он в интервью журналисту Марсело Резенде в программе TV Record. «Говорят, я съел его сердце. Нет, я просто порезал его, потому что это была месть, верно? Я порезал его и выбросил. Я взял кусок, прожевал и выбросил», — пояснил он.
Он также объяснил во время интервью, что у него был револьвер на поясе. На вопрос Марсело, откуда у него револьвер, он сказал, что арестовал полицейского в камере и отобрал у него оружие.

## Тюрьма

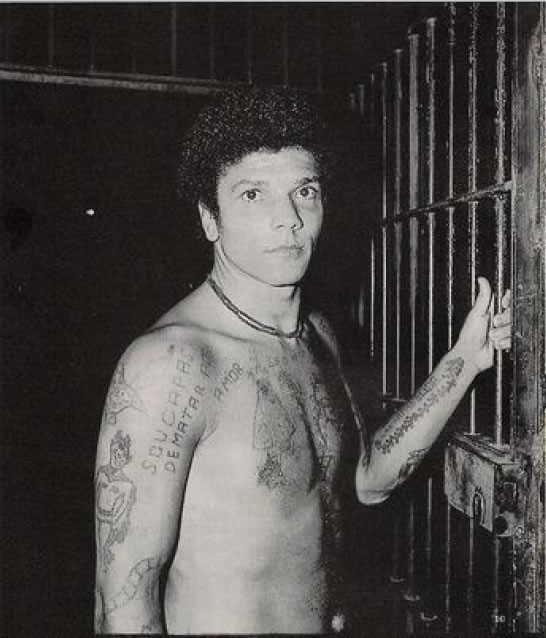
Педро в тюрьме в 1991 году

### Первый арест
Педро был окончательно арестован 24 мая 1973 года и прожил в тюрьме большую часть своей взрослой жизни. При переводе в тюрьму он убил своего попутчика. На обоих надели наручники, и он убил мужчину, осуждённого за изнасилование.
Во время своего пребывания в исправительном учреждении Араракуара он был обвинён мировым судьей в том, что он является одним из основателей предполагаемой преступной организации «Серпентес Неграс». После восстания, которое произошло в 1985 году, когда Педро участвовал в смерти четырёх заключённых, он был переведён в Casa de Custódia de Taubaté, который в то время считался самым безопасным в штате. В 1986 году статья в газете O Estado de S. Paulo представила его как автора сорока убийств до того времени. В следующем году во время драки в Доме опеки Педриньо чуть не убил Хосмани Рамоса.
В 2003 году, несмотря на то, что он уже был приговорён к 126 годам лишения свободы, его собирались освободить, поскольку бразильское законодательство запрещает кому-либо проводить в тюрьме более 30 лет, предусмотренных статьей 75 Уголовного кодекса 1940 года (в 2019 году статья претерпела изменения с антикриминальным пакетом, увеличенным до 40 лет). Однако из-за преступлений, совершённых в тюрьмах, которые увеличили срок его заключения почти до 400 лет, его пребывание в тюрьме было продлено до 2007 года. Психиатрическая экспертиза признала его психопатом и параноиком. Известно также, что его жертвами стали несколько других серийных убийц, убитых им в тюрьме, среди которых Франсиско де Ассис Перейра, ещё один бразильский маньяк, известный как маньяк парка, Марсело Коста де Андраде, известный как вампир, и Франсиско Коста Роха, который убил двух женщин.

### Второй арест
Срок заключения Педро должен был истечь в 2003 году, но после 34-летнего заключения — 24 апреля 2007 года — был освобождён. 15 сентября 2011 года Педро был арестован в собственном доме в сельском районе, после чего он признался, что убил сотни людей, включая отца. Согласно бразильским законам человек может отбывать срок в тюрьме не более 30 лет, но по декрету от 30 декабря 1931 года, изданному Жетулиу Варгасом, такой преступник как Педро, может и вменяемый, но страдающий психопатией должен неопределённый срок находиться в психиатрической клинике на принудительном лечении. Тем не менее Педро Фильо был вновь освобождён в августе 2018 года, отбыв в общей сложности более 40 лет в местах лишения свободы.

## Свобода

### Первая свобода
Проведя 34 года в тюрьме, он был освобождён 24 апреля 2007 года. Разведка Национальной службы безопасности указывала, что он переехал на северо-восток, точнее в Форталезу, Сеара.
15 сентября 2011 года пресса Санта-Катарины опубликовала, что Педриньо Матадор был арестован в доме в сельской местности Камбориу, где он работал смотрителем. Согласно новостной программе RBS Notícias, ему придётся отбыть 8-летний срок за преступления, связанные с массовыми беспорядками и ложным заключением, совершённые, когда он содержался под стражей в Сан-Паулу.

### Вторая свобода
Педро снова был освобождён в 2018 году, приняв христианство и заявив, что он «раскаялся». Ему тогда было 64 года, и он провел в тюрьме 42 года. В то время он также создал канал на YouTube и сопровождал запись документального фильма о своей жизни. Андрея душ Сантуш, актриса и ассистент продюсера, даже описала его как «ребёнка, желающего снова жить».

## Метод работы
Раньше он использовал нож, но рассказал журналу Época, что убил около десяти человек, сломав им шеи.

## Мотивация и психологический профиль
Бразильский эксперт по криминологии Илана Касой заявила, что Педро был не линчевателем, а мстителем за убийство тех, кого он считал худшими в обществе. Она также заявила, что ему удалось очаровать людей, как отражение искаженного взгляда общества, где в Бразилии раскрывается только 10 % убийств. Тем не менее, по словам криминалиста, проблема в том, что жертвы Педро не имели права на адвоката, как он.
Психиатры Антонио Хосе Элиас Андраус и Норберто Зонер-младший, которые оценили его в 1982 году для экспертного заключения, написали, что самой большой мотивацией в его жизни было «насильственное утверждение самого себя», и поставили ему диагноз «параноидальный характер и антисоциальность».

## Убийство
5 марта 2023 года около 10 часов утра в возрасте 68 лет Педро был убит в Можи-дас-Крузис, столичный регион Сан-Паулу, перед своей резиденцией. По предварительным данным, двое мужчин в капюшонах вышли из машины и открыли огонь, шесть раз попав в Педро.